# سيرجيو خواريجوي
سيرجيو خواريجوي (بالإسبانية: Sergio Jáuregui) هو مدرب كرة قدم ولاعب كرة قدم بوليفي في مركز الدفاع، ولد في 13 مارس 1985 في سانتا كروز دي لا سييرا في بوليفيا. شارك مع منتخب بوليفيا تحت 20 سنة لكرة القدم ومنتخب بوليفيا لكرة القدم. أما مع النوادي، فقد لعب مع ذي سترونغيست ونادي سان خوسيه.

## وصلات خارجية
- سيرجيو خواريجوي على موقع إي إس بي إن إف سي (الإنجليزية)
- سيرجيو خواريجوي على موقع قاعدة بيانات كرة القدم.إي يو (الإنجليزية)
- سيرجيو خواريجوي على موقع ناشيونال فوتبول تيمز (الإنجليزية)
- سيرجيو خواريجوي على موقع Soccerway.com (الإنجليزية)
- سيرجيو خواريجوي على موقع عالم كرة القدم.نت (الإنجليزية)